# Миркина, Зинаида Александровна
Зинаи́да Алекса́ндровна Ми́ркина (10 января 1926, Москва, СССР — 21 сентября 2018, там же, Россия) — русская поэтесса, переводчица, литературовед, эссеист. Жена философа Григория Померанца.

## Биография
Родилась в семье инженера Александра Ароновича Миркина (1904—?), в 1920 году секретаря Бакинского уездного ревкома, выпускника МВТУ и начальника научно-исследовательского сектора Наркомтяжпрома; мать — экономист Александра Авелевна Миркина. Дед, Арон Менделевич Миркин, был часовщиком в Санкт-Петербурге. С 1943 по 1948 год училась на филологическом факультете Московского университета, где защитила дипломную работу, но не смогла сдавать госэкзамены, так как тяжёлая болезнь приковала её на пять лет к постели. Стихи писала с детства, но в связи с болезнью был большой перерыв; долгое время писала «в стол».
С середины 1950-х начала переводить; наиболее заметные работы — переводы суфийской лирики (впервые напечатаны в 1975 году в томе «Арабская поэзия средних веков» серии «Библиотека всемирной литературы»), Тагора, Рильке (в частности, перевела все сонеты к Орфею). Интенсивно печататься стала лишь с начала 1990-х годов. Вышли сборники стихов «Потеря потери» (1991, переиздано в расширенном виде, включая переводы суфийской поэзии, в 2001), «Зерно покоя» (1994), «Мои затишья» (1999), книги «Огонь и пепел» (работа о Цветаевой, 1993), «Истина и её двойники» (работы о Достоевском и Пушкине, 1993), «Три огня» (сказки, 1993), «Озеро Сариклен» (роман плюс сборник стихов «Дослушанный звук», 1995), «Великие религии мира» (совместная работа с мужем — Григорием Померанцем, 1995, переиздано в 2001), «Невидимый собор» (работы о Рильке и Цветаевой плюс все переводы Рильке, 1999), «У костра гномов» (сказки, 2000).
Среди переводов Зинаиды Миркиной — «Сонеты к Орфею» Райнера Марии Рильке. Совместно с супругом, философом-гуманистом Григорием Померанцем, издала работу «Великие религии мира». С 1988 года была участницей объединения духовных поэтов «Имени Твоему».
Скончалась 21 сентября 2018 года в Москве. Похоронена на Даниловском кладбище рядом с родителями и мужем.

## Мнения
Как пишет немецкий славист Вольфганг Казак, сквозная тема творчества Миркиной —

отношение человека к Богу, своему собственному духовному существованию... Жизнь Миркина понимает как приход «оттуда» и возвращение обратно, а смерть — как возвращение к корням и радость встречи с самим собой. С одной стороны, поэтесса в медитациях, мечтах и видениях готова к контакту с духовными реалиями и с другой — переживает Бога в природе, свете и тишине.

Александр Хабинский, спонсировавший издание сборника стихов «Мои затишья», пишет о поэзии Зинаиды Александровны:

Эти стихи дают вертикальное измерение каждому мигу, они открывают возможность поворота всегда и везде и каждому. При этом они чисто русское явление. В них синтез мировой культуры органичен, как живое дерево, а не как агрегат. В них — отражение всей мировой культуры, особенно духовной, но для восприятия они этой культуры предварительно не требуют, ибо отражают не культуру, а источник, которым она светится. Каждым стихотворением можно воспользоваться, как воздушным шариком, чтобы полететь в нужную сторону; чтобы вознестись на столько секунд, сколько хватит духу. При этом они негромки как Дух. Есть люди, любители поэзии, которым они ничего не говорят, даже раздражают. Такие любят «новое». Есть поэзия, которая хочет по-новому сказать о старом и всем известном. А тут поэзия другого измерения: она говорит о почти неизвестном — в этом её новизна.